# برت شاو
برت شاو (انگلیسی: Bert Shaw؛ زادهٔ ۱۹۱۹) بازیکن فوتبال است.
از باشگاه‌هایی که در آن بازی کرده‌است می‌توان به باشگاه فوتبال گریمزبی تاون اشاره کرد.